# Hacker News
Hacker News — соціальний агрегатор новин зі сфери IT та підприємництва. Проект інвестиційного фонду та інкубатора Y Combinator, яким на час заснування у 2007 році керував Пол Грем. Загалом, контент, що вітається на сайті визначений як «все, що задовольнить вашу інтелектуальну допитливість».
Ідею створення ресурсу подав один з проектів випускників інкубатора Y Combinator — сайт соціальних новин Reddit. Суттєвою відмінністю є відсутність можливості новачкам «мінусувати» матеріали: нові користувачі можуть або голосувати за, або не голосувати взагалі.

## Історія
Створений Полом Гремом у 2007 році. Спочатку називався Startup News, деякий час News.YC, але 14 серпня 2007 року отримав поточну назву. Сайт представлено як проект Y Combinator та демонстрацію можливостей мови програмування Arc (діалект Lisp). Пол Грем наголошував, що прагне уникнути ефекту Вічного вересня на ресурсі.

## Особливості
Отримати можливість голосувати проти новин можна тільки досягнувши п'ятисотого рівня карми. Карма обраховується як число голосів, яке контент користувача отримав від інших, мінус голоси проти. Всі користувачі мають змогу помічати контент як спам. Сервіс критикують за непрозору промоцію обраних новин модераторами. Також, нечітко визначеними є напрями дискусії, в які спрямовують користувачів модератори.
Пол Грем зазначав, що отримує багато скарг на сайт із звинуваченнями у заангажованості та цензурі в сторону інтересів Y Combinator. Він відкинув такі звинувачення.